# Sanremo-Festival 1991
Die 41. Ausgabe des Festival della Canzone Italiana di Sanremo fand 1991 vom 27. Februar bis zum 2. März im Teatro Ariston in Sanremo statt und wurde von Andrea Occhipinti und Edwige Fenech moderiert.

## Ablauf

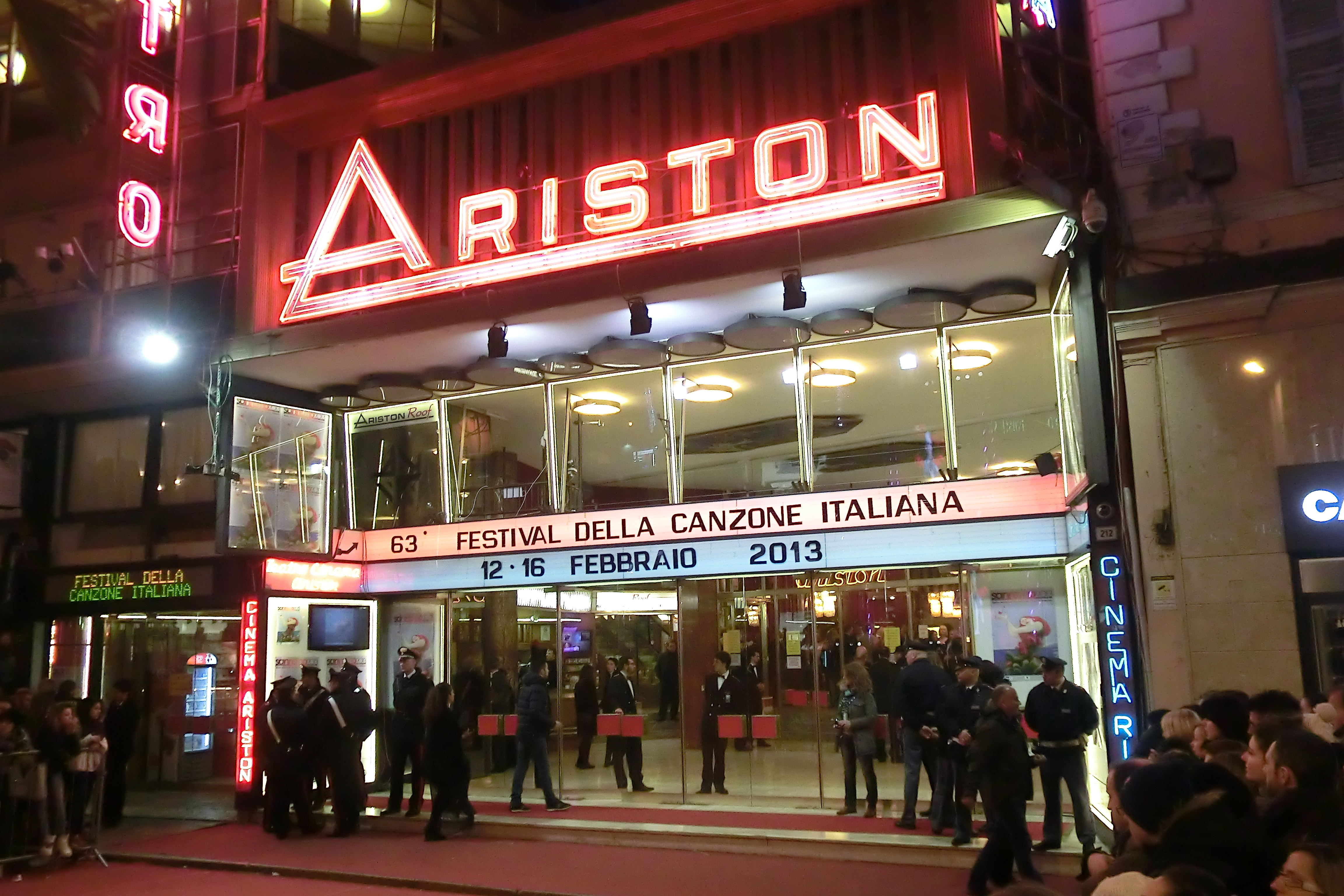
Das Ariston-Theater, Veranstaltungsort des Sanremo-Festivals

Adriano Aragozzini, auch 1991 künstlerischer Leiter des Festivals, behielt dieses Jahr das erfolgreiche Konzept des Vorjahres bei: 20 Teilnehmer in der Hauptkategorie, mit 20 internationalen Gästen, die die Beiträge außer Konkurrenz in einer Zweitversion präsentierten; 16 Teilnehmer in der Newcomer-Kategorie. Die Veranstaltung kehrte nach der Ausnahme 1990 ins Ariston-Theater zurück. Da das Orchester (mit 44 Instrumentalisten und acht Sängern) nun wieder fester Bestandteil des Festivals war, hatte man Mühe, den Platz auf der Theaterbühne nach Jahren des Playbacks entsprechend neu einzuteilen. Als Moderatorenduo wurden die Schauspieler Andrea Occhipinti und Edwige Fenech verpflichtet.
Der Schatten des Zweiten Golfkriegs, an dem auch italienische Truppen beteiligt waren, schwebte über dem Festival. Zur Eröffnung ließen am ersten Abend als Friedenssymbol zwei Kinder eine Taube fliegen. Einige der vorgesehenen internationalen Teilnehmer sagten ihre Teilnahme aufgrund der weltweiten Sicherheitslage ab, darunter die Bee Gees, Stevie Wonder, Al Jarreau und The Manhattan Transfer. Als Ersatz konnten kurzfristig Grace Jones, Gloria Gaynor, Ute Lemper und Ofra Haza gewonnen werden. Es war außerdem nur ein zusätzlicher internationaler Gast eingeplant, nämlich Rod Stewart; dessen Auftritt wurde jedoch nach Streitigkeiten mit Aragozzini kurzfristig abgesagt.
Das Teilnehmerfeld umfasste wieder viele bekannte Namen, darunter in erster Linie Riccardo Cocciante und Renato Zero, aber auch Enzo Jannacci, Pierangelo Bertoli, Umberto Tozzi, Raf, Fiordaliso, Al Bano & Romina Power, Amedeo Minghi und Mietta. Marco Masini, der Newcomer-Sieger des Vorjahres, erregte mit seinem Beitrag Perché lo fai über Drogenabhängigkeit die Gemüter: Er wurde zwar ein Publikumserfolg, in der Presse jedoch Gegenstand harscher Kritik. In der Newcomer-Kategorie konnte sich der Debütant Paolo Vallesi mit dem Lied Le persone inutili durchsetzen. Die Band Timoria schaffte es zwar nicht ins Finale der Newcomer, wurde jedoch für L’uomo che ride mit dem Kritikerpreis ausgezeichnet.
Im Finale konnte sich einmal mehr der Favorit durchsetzen: Riccardo Cocciante mit Se stiamo insieme (Zweitversion: I’m Missing You von Sarah Jane Morris). Das Saalpublikum zeigte allerdings deutliche Präferenzen für den Zweitplatzierten, Renato Zero mit Spalle al muro (Zweitversion: Still Life von Grace Jones). Masini (Zweitversion: Just Tell Me Why von Dee Dee Bridgewater) landete auf dem dritten Platz. Der Kritikerpreis in der Hauptkategorie ging hingegen an Enzo Jannaccis La fotografia (Zweitversion: Photograph von Ute Lemper).

## Teilnehmende Beiträge

### Campioni
- Sieger

| Platzierung | Interpret                      | Lied                                        | Autoren                                        |
| ----------- | ------------------------------ | ------------------------------------------- | ---------------------------------------------- |
| 1           | Riccardo Cocciante             | Se stiamo insieme                           | Riccardo Cocciante, Mogol                      |
| 2           | Renato Zero                    | Spalle al muro                              | Mariella Nava                                  |
| 3           | Marco Masini                   | Perché lo fai                               | Giancarlo Bigazzi, Mario Manzani, Marco Masini |
| (4)         | Umberto Tozzi                  | Gli altri siamo noi                         | Umberto Tozzi, Giancarlo Bigazzi               |
| (5)         | Pierangelo Bertoli und Tazenda | Spunta la Luna dal monte                    | Gino Marielli, Pierangelo Bertoli              |
| (6)         | Amedeo Minghi                  | Nené                                        | Amedeo Minghi, Pasquale Panella                |
| (7)         | Mietta                         | Dubbi no                                    | Amedeo Minghi, Pasquale Panella                |
| (8)         | Al Bano & Romina Power         | Oggi sposi                                  | Depsa, Giuseppe Andreetto                      |
| (9)         | Riccardo Fogli                 | Io ti prego di ascoltare                    | Guido Morra, Maurizio Fabrizio                 |
| (10)        | Raf                            | Oggi un Dio non ho                          | Raf, Beppe Dati                                |
| (11)        | Enzo Jannacci                  | La fotografia                               | Enzo Jannacci                                  |
| (12)        | Fiordaliso                     | Il mare più grande che c’è (I Love You Man) | Franco Ciani, Fio Zanotti                      |
| (13)        | Jo Squillo und Sabrina Salerno | Siamo donne                                 | Jo Squillo                                     |
| (14)        | Ladri di Biciclette            | Sbatti ben su del Be Bop                    | Paolo Belli, Enrico Prandi                     |
| (15)        | Eduardo De Crescenzo           | E la musica va                              | Eduardo De Crescenzo, Franco Del Prete         |
| (16)        | Grazia Di Michele              | Se io fossi un uomo                         | Joanna, Grazia Di Michele, Peppi Nocera        |
| (17)        | Rossana Casale                 | Terra                                       | Guido Morra, Maurizio Fabrizio                 |
| (18)        | Loredana Bertè                 | In questa città                             | Pino Daniele                                   |
| (19)        | Gianni Bella                   | La fila degli oleandri                      | Gianni Bella, Mogol                            |
| (20)        | Mariella Nava                  | Gli uomini                                  | Mariella Nava                                  |

Nur das Siegerpodest wurde während des Festivals bekannt gegeben, die restlichen Platzierungen wurden durch die Presse veröffentlicht und gelten als inoffiziell.
Internationale Teilnehmer (außer Konkurrenz)
1. Sarah Jane Morris (mit Riccardo Cocciante) – I’m Missing You
2. Grace Jones (mit Renato Zero) – Still Life
3. Dee Dee Bridgewater (mit Marco Masini) – Just Tell Me Why
4. Howard Jones (mit Umberto Tozzi) – Other People Are Us
5. Moncada (mit Pierangelo Bertoli und Tazenda) – Y ya viene amanenciendo
6. Bonnie Tyler (mit Amedeo Minghi) – Endless Night
7. Leo Sayer (mit Mietta) – All Alone
8. Tyrone Power Jr. (mit Al Bano & Romina Power) – Just Married
9. Sold Out (mit Riccardo Fogli) – Listen to Me
10. Ofra Haza (mit Raf) – Today I’ll Pray
11. Ute Lemper (mit Enzo Jannacci) – Photograph
12. Laura Branigan (mit Fiordaliso) – Don’t Walk Away
13. Shannon (mit Sabrina Salerno und Jo Squillo) – Part Time Lovers
14. Jon Hendricks (mit Ladri di Biciclette) – Lemme Hear Some o’ That Be-Bop
15. Phil Manzanera (mit Eduardo De Crescenzo) – And the Beat Goes On
16. Randy Crawford (mit Grazia Di Michele) – If I Were in Your Shoes
17. Carmel (mit Rossana Casale) – You’re in My Mind
18. Harriet (mit Loredana Bertè) – All That We Are
19. Gloria Gaynor (mit Gianni Bella) – Together We Can
20. Caron Wheeler (mit Mariella Nava) – Coming Home

### Novità
- Sieger
- In der Vorrunde ausgeschieden

| Platzierung   | Interpret                                  | Lied                                  | Autoren                                                              |
| ------------- | ------------------------------------------ | ------------------------------------- | -------------------------------------------------------------------- |
| 1             | Paolo Vallesi                              | Le persone inutili                    | Beppe Dati, Paolo Vallesi                                            |
| 2             | Irene Fargo                                | La donna di Ibsen                     | Enzo Miceli, Gaetano Lorefice                                        |
| 3             | Rita Forte                                 | È soltanto una canzone                | Elio Palumbo, Alberto Cheli                                          |
| Finalisten    | Fandango                                   | Che grossa nostalgia                  | Lilia Fiori                                                          |
| Finalisten    | Compilations                               | Donne del 2000                        | Adelmo Musso, Valentino Perraccino, Alberto Giraldi, Sergio Rosolino |
| Finalisten    | Bungaro, Mario Conidi und Rosario Di Bella | E noi qui                             | Bungaro, Mario Conidi, Rosario Di Bella                              |
| Finalisten    | Patrizia Bulgari                           | Giselle                               | Gianni Ciarella                                                      |
| Finalisten    | Paola De Mas                               | Notte di periferia                    | Alberto Salerno, Mauro Paoluzzi                                      |
| Finalisten    | Marco Carena                               | Serenata                              | Marco Carena                                                         |
| Finalisten    | Gitano                                     | Tamuré                                | Dora Famiglietti, Gitano                                             |
|               | Stefania La Fauci                          | Caramba                               | Chelinse                                                             |
| Rudy Marra    | Gaetano                                    | Rudy Marra, Attilio Pace, Mauro Spina |                                                                      |
| Gianni Mazza  | Il lazzo                                   | Gianni Mazza                          |                                                                      |
| Timoria       | L’uomo che ride                            | Omar Pedrini                          |                                                                      |
| Giovanni Nuti | Non è poesia                               | Paolo Recalcati, Giovanni Nuti        |                                                                      |
| Dario Gay     | Sorelle d’Italia                           | Dario Gay                             |                                                                      |

## Erfolge
Elf der 20 Beiträge aus der Hauptkategorie erreichten im Anschluss die Top 25 der italienischen Singlecharts. Am erfolgreichsten schnitt dabei der Drittplatzierte Marco Masini ab, dicht gefolgt vom Siegerbeitrag Cocciantes. Auch der Sieger und die Zweitplatzierte der Newcomer-Kategorie schafften es in die Charts. Im Gegensatz zum Vorjahr konnte keine der internationalen Zweitversionen einen relevanten Erfolg verzeichnen.

| Jahr | Titel Interpret                                        | Höchstplatzierung, Gesamtwochen, AuszeichnungChartsChartplatzierungen (Jahr, Titel, Interpret, Platzierungen, Wochen, Auszeichnungen, Anmerkungen) | Anmerkungen        |
| Jahr | Titel Interpret                                        | IT | Anmerkungen        |
| ---- | ------------------------------------------------------ | --- | ------------------ |
| 1991 | Perché lo fai Marco Masini                             | IT1 (29 Wo.)IT | Platz 3            |
| 1991 | Se stiamo insieme Riccardo Cocciante                   | IT1 (25 Wo.)IT | Platz 1            |
| 1991 | Spunta la Luna dal monte Pierangelo Bertoli & Tazenda  | IT3 (21 Wo.)IT | Platz 5            |
| 1991 | Gli altri siamo noi Umberto Tozzi                      | IT4 (19 Wo.)IT | Platz 4            |
| 1991 | Le persone inutili Paolo Vallesi                       | IT5 (19 Wo.)IT | Platz 1 (Newcomer) |
| 1991 | Oggi un Dio non ho Raf                                 | IT5 (16 Wo.)IT | Platz 10           |
| 1991 | Nené Amedeo Minghi                                     | IT7 (17 Wo.)IT | Platz 6            |
| 1991 | Dubbi no Mietta                                        | IT11 (16 Wo.)IT | Platz 7            |
| 1991 | La donna di Ibsen Irene Fargo                          | IT14 (14 Wo.)IT | Platz 2 (Newcomer) |
| 1991 | Sbatti ben su del be-bop Ladri di Biciclette           | IT15 (13 Wo.)IT | Platz 14           |
| 1991 | Siamo donne Jo Squillo und Sabrina Salerno             | IT23 (3 Wo.)IT | Platz 13           |
| 1991 | Terra Rossana Casale                                   | IT23 (1 Wo.)IT | Platz 17           |
| 1991 | Il mare più grande che c’è (I Love You Man) Fiordaliso | IT24 (2 Wo.)IT | Platz 12           |

## Belege
1. ↑  Eddy Anselmi: Il Festival di Sanremo. 70 anni di storie, canzoni, cantanti e serate. DeAgostini, Mailand, ISBN 978-88-511-7661-7, S. 330.
2. ↑  Eddy Anselmi: Il Festival di Sanremo. 70 anni di storie, canzoni, cantanti e serate. DeAgostini, Mailand, ISBN 978-88-511-7661-7, S. 334.
3. ↑  Eddy Anselmi: Il Festival di Sanremo. 70 anni di storie, canzoni, cantanti e serate. DeAgostini, Mailand, ISBN 978-88-511-7661-7, S. 332.
4. ↑  Guido Racca: M&D Borsa Singoli 1960-2019. Selbstverlag, 2019, ISBN 978-1-09-326490-6.